# Ross Hutchins
Ross Hutchins (Wimbledon, 22 de Fevereiro de 1985) é um ex-tenista profissional britânico. Especialista em duplas possui um título ATP e seu melhor ranking foi 30°.

## Honras
Duplas
- 2008: ATP de Pequim, China com Stephen Huss